# Ханаэ, Нацуки
Нацуки Ханаэ (яп. 花江 夏樹 Ханаэ Нацуки, род. 26 июня 1991, префектура Канагава) — японский сэйю и певец. Работает в компании Across Entertainment. Также совместно с Рётой Осакой ведёт радиопередачу Ouhana (яп. 逢坂市立花江学園 О:сака Сирицу Ханаэ Гакуэн). Трижды получал награду Seiyu Awards: в 2015 году как лучший начинающий актер, в 2017 году за «лучшую индивидуальную работу» и в 2020 году за лучшую мужскую роль.

## Биография
Во время учёбы в старшей школе Нацуки Ханаэ не нравилось заниматься, и поэтому он решил работать вместо учёбы в колледже. Позже он задумался о превращении своего хобби — пения — в профессиональную деятельность, но после просмотра аниме-сериала «Гостевой клуб лицея Оран» во время повторного показа по телевизору решил стать актёром озвучивания. Несмотря на то, что Ханаэ никогда не посещал актёрские школы, он стремился подражать Коити Ямадэре и вскоре отправил компании Across Entertainment образцы своего голоса через её официальный сайт. Так, после кастинга в ноябре 2009 года он стал работать в компании.
Свою дебютную роль в качестве сэйю Ханаэ исполнил в 2011 году. Первую главную роль он исполнил в аниме Tari Tari, озвучив Ацухиро Маэду, при этом его имя как композитора фигурировало в титрах пятой и двенадцатой серий. В 2014 году Ханаэ исполнил множество главных ролей, среди них Инахо Кайдзука в «Aldnoah.Zero», Кэн Канэки в «Токийском гуле» и Косэй Арима в «Твоей апрельской лжи».
27 августа 2016 года Ханаэ официально заявил о том, что женился.

## Работы и роли

### Аниме-сериалы
2011 год
- Ben-To — член игрового клуба (серия 9)
- Kimi to Boku — член студенческого совета

2012 год
- Joshiraku — приспешник, принц, доставщик
- Koi to Senkyo to Chocolate — менеджер
- Little Busters! — ученик
- Sakurasou no Pet na Kanojo — мальчик (серия 2), зебра (серия 11), старшеклассник (серия 18)
- Suki-tte Ii na yo. — ученик
- Tari Tari — Ацухиро Маэда
- To Love-Ru — ученик

2013 год
- Ace of Diamond — Харуити Коминато
- AKB0048 next stage — поклонник
- Da Capo III — одноклассники
- Dansai Bunri no Crime Edge — Кири Хаимура
- Fantasista Doll — Миура (серия 1), Дзюн Фудзихиса (серия 8)
- Hataraku Maou-sama — продавец
- Little Busters! Refrain — ученик
- Machine-Doll wa Kizutsukanai — кукольник
- Nagi no Asukara — Хикари Сакасима
- OreShura — Сакагами (серии 2-3), аудитория, ученик
- Outbreak Company — Синъити Кано
- Samurai Flamenco — младший ученик старшей школы
- Suisei no Gargantia — ответственный за информацию на судне сопровождения (серия 3), член команды (серия 11)
- Ro-Kyu-Bu! — молодой человек, мальчик
- To Aru Kagaku no Railgun — сотрудник, ведущий
- «Дораэмон» — продавец
- «Нахальный принц и кошка-несмеяна»

2014 год
- Aldnoah.Zero — Инахо Кайдзука
- Dragon Collection (различные роли)
- Hamatora — Синдзи Тоёсаки
- Inari, Konkon, Koi Iroha — РоРо
- Kenzen Robo Daimidaler — Сёма Амэку
- Orenchi no Furo Jijou — Микуни
- Strike the Blood — Мэйга Итогами
- Sword Art Online II — Кёдзи Синкава / Шпигель
- Toaru Hikuushi e no Koiuta — Калель Альбус / Карл ла Ир
- Sekai Seifuku: Bouryaku no Zvezda — Асута Дзимон / Два
- Yu-Gi-Oh! Arc-V — Хокуто Сидзима
- «Бездомный бог» — ученик, прохожий, Хасимото (серия 8)
- «Твоя апрельская ложь» — Косэй Арима
- «Токийский гуль» — Кэн Канэки

2015 год
- Absolute Duo — Тора / Аой Торасаки
- Arslan Senki — Элам
- Baby Steps — Кришна Рамеc
- Charlotte — Маэдомари
- Dragon Ball Super — Жако
- Heavy Object — Квентур Барботаж
- Jitsu wa Watashi wa — Асахи Куроминэ
- Junketsu no Maria — Гилберт
- Makura no Danshi — Мэри / Мерри
- Mikagura School Suite — Юто Акама
- Mobile Suit Gundam: Iron-Blooded Orphans — Бисквит Гриффон
- Overlord — Люкелютер Волв
- Shokugeki no Souma — Такуми Альдини
- Star-Myu — Юта Хоситани
- «Гангста. Gangsta.» — Николас Браун (в молодости)
- «Токийский гуль √A» — Кэн Канэки

2016 год
- Active Raid — Мифос
- B-Project: Kodou*Ambitious — Юта Асю
- D.Gray-man Hallow — Лави
- Divine Gate — Аритон
- Fate/kaleid liner Prisma Illya 3rei! — Джулиан Эйнсуорт
- Haruchika — Синдзиро Кусакабэ
- Prince of Stride: Alternative — Ю Камода
- Rilu Rilu Fairilu ~ Yousei no Door ~ — Нодзоми Ханамура
- Saiki Kusuo no Psi-nan — Рэйта Торицука
- Sousei no Onmyouji — Рокуро Эммадо

2017 год
- Fate/Apocrypha — Зиг
- Gamers! — Эйити Мисуми
- Kujira no Kora wa Sajou ni Utau — Тякуро
- Masamune-kun no Revenge — Масамунэ Макабэ
- Room Mate — Аой Нисина
- Sengoku Night Blood — Тоётоми Хидэёси
- Star-Myu 2 — Юта Хоситани
- Katsugeki/Touken Ranbu — Хигэкири
- Tsukipro The Animation — Рикка Сэра

2018 год
- Cardcaptor Sakura: Clear Card Hen — Юна Д. Кайто
- Inazuma Eleven: Ares no Tenbin — Сива
- Hangyaku-sei Million Arthur — Артур Какка
- Happy Sugar Life — Тайё Мицубоси
- Inazuma Eleven: Ares no Tenbin — Хиро Окуири
- Last Period: Owarinaki Rasen no Monogatari — Хару
- Piano no Mori — Сюхэй Амамия
- Zoku Touken Ranbu: Hanamaru — Хигэкири
- «Необъятный океан» — Ю Митарай
- «О моём перерождении в слизь» — Юки Кагурадзака
- «Токийский гуль:re» — Кэн Канэки / Хайсэ Сасаки

2019 год
- B-Project: Zecchou Emotion — Юта Асю
- Ensemble Stars! — Хиёри Томоэ
- Hoshiai no Sora — Маки Кацураги
- Kabukichou Sherlock — Гэри Эванс
- Kono Oto Tomare! — Такэру Курата
- O Maidens in Your Savage Season — Сатору Сугимото
- Stand My Heroes: Piece of Truth — Котаро Юи
- Star-Myu 3 — Юта Хоситани
- «Истребитель демонов» — Тандзиро Камадо

2020 год
- Appare Ranman! — Аппарэ Сорано
- Gleipnir — Сюити Кагая
- Haikyuu!! To the Top — Корай Хосиуми
- Ikebukuro West Gate Park — Исогай
- Mushikago no Cagaster — Ахт
- Runway de Waratte — Икуто Цумура
- The Day I Became a God — Ёта Наруками
- Uchi Tama?! Uchi no Tama Shirimasenka? — Лео
- Yesterday o Utatte — Ро Хаякава
- «Атака на титанов: Последний сезон» — Фалько Грайс

2021 год
- Fate/Kaleid Liner Prisma Illya Drei!! — Джулиан Эйнсуорт
- Heike Monogatari — Тайра-но-Киёцунэ
- Kakushigoto — Сацуки Томаруин
- Kemono Jihen — Сики Тадэмару
- Odd Taxi — Хироси Одокава
- Platinum End — Ревель
- Re-Main — Такэси Тояма
- Shakunetsu Kabaddi — Манабу Сакура
- Shinigami Bocchan to Kuro Maid — господин
- Tsukimichi: Moonlit Fantasy — Макото Мисуми
- «Двуличный братик Урамити» — Эдди Эдэй
- «Истребитель демонов» [ТВ-2] — Тандзиро Камадо
- «Мемуары Ванитаса» — Ванитас
- «О моём перерождении в слизь» — Юки Кагурадзака
- «Токийские мстители» — Хадзимэ Коконои

2022 год
- «Blue Lock. Синяя тюрьма» — Икки Нико
- Gunjou no Fanfare — Грейс Аманэ
- Hataraku Maou-sama!! — Котаро Накаяма
- Kidou Senshi Gundam: Suisei no Majo — Элан Керес
- Love All Play — Рё Мидзусима
- Orient — Канэтацу Наоэ
- Paripi Koumei — Миттэй
- RPG Fudousan — Момо-тян
- Sabikui Bisco — Мило Нэкоянаги
- Sasaki and Miyano — Дзюя Ниибаси
- Summer Time Render — Симпэй Адзиро
- «Атака на титанов: Последний сезон» — Фалько Грайс
- «Мемуары Ванитаса» [ТВ-2] — Ванитас
- «Человек-бензопила» — Бим

2023 год
- B-Project: Netsuretsu Love Call — Юта Асю
- Bleach: Sennen Kessen Hen - Ketsubetsu Tan — Гремми Тумю
- Hikikomari Kyuuketsuki no Monmon — Каостель Конто
- Keiken Zumi na Kimi to, Keiken Zero na Ore ga, Otsukiai Suru Hanashi. — Рюто Касима
- Kidou Senshi Gundam: Suisei no Majo [ТВ-2] — Элан Керес
- Mashle — Селл Уор
- NieR:Automata Ver1.1a — 9S
- Opus Colors — Дзюн Цудзуки
- Paradox Live the Animation — Рю Нацумэ
- Shinigami Bocchan to Kuro Maid [ТВ-2] — господин
- Yamada-kun to Lv999 no Koi o Suru — Эйта Сасаки
- «Атака на титанов: Последний сезон» — Фалько Грайс
- «Истребитель демонов» [ТВ-3] — Тандзиро Камадо
- «Нежить и неудача» — Шень
- «Токийские мстители» — Хадзимэ Коконои

2024 год
- Bleach: Sennen Kessen Hen - Soukoku Tan — Гремми Тумю
- «Blue Lock. Синяя тюрьма» [ТВ-2] — Икки Нико
- Dandadan — Кэн Такакура / Окарун
- Mashle: Shinkakusha Kouho Senbatsu Shiken Hen — Селл Уор
- NieR:Automata Ver1.1a [ТВ-2] — 9S
- Shinigami Bocchan to Kuro Maid [ТВ-3] — господин
- «Истребитель демонов» [ТВ-4] — Тандзиро Камадо
- «О моём перерождении в слизь» — Юки Кагурадзака

### Анимационные фильмы
- Code Geass: Boukoku no Akito (2013) — Кудзан Монтобан
- Kuro no Su — Chronus (2014) — Макото Накадзоно
- Dragon Ball Z: Resurrection 'F' (2015) — Жако
- Digimon Adventure tri. Saikai (2015) — Таити Ягами
- Digimon Adventure tri. Ketsui (2016) — Таити Ягами
- Digimon Adventure tri. Kokuhaku (2016) — Таити Ягами
- Zutto Mae Kara Suki Deshita: Kokuhaku Jikkou Iinkai (2016) — Котаро Эномото
- Suki ni Naru Sono Shunkan o: Kokuhaku Jikkō Iinkai (2016) — Котаро Эномото
- Gekijouban Fate/Kaleid Liner Prisma Illya: Sekka no Chikai (2017) — Джулиан Айнсуорт
- Genbanojou (2017) — Синдзаэмон
- Gekijouban Ta ga Tame no Alchemist (2019) — Логи
- Kimetsu no Yaiba: Kyoudai no Kizuna — Тандзиро Камадо
- A Whisker Away (2020) — Кэнто Хинодэ
- Digimon Adventure: Last Evolution Kizuna (2020) — Таити Ягами
- «Истребитель демонов: Поезд „Бесконечный“» — Тандзиро Камадо
- Gekijouban Fate/Kaleid Liner Prisma Illya: Namae no Nai Shoujo (2021) — Джулиан Айнсуорт
- Cider no You ni Kotoba ga Wakiagaru (2021) — Джапэн
- Gyokou no Nikuko-chan (2021) — Ниномия
- Gekijou Henshuuban Kakushigoto: Himegoto wa Nandesuka (2021) — Сацуки Томаруин
- Goodbye, Don Glees! (2022) — Рома Камогава
- Eiga Odd Taxi: In the Woods — Хироси Одокава
- Toku "Touken Ranbu: Hanamaru" Setsugetsuka (2022) — Хигэкири
- Eiga Black Clover: Mahoutei no Ken (2023) — Рилл Бойсмортье
- «Истребитель демонов: Деревня кузнецов» (2023) — Тандзиро Камадо
- «Истребитель демонов: На тренировку столпов» (2024) — Тандзиро Камадо
- Paripi Koumei: Road to Summer Sonia — Миттэй

### OVA
- To Love-Ru Darkness (2013) — ученик
- «Бездомный бог» (2014) — ученик
- Inari, Konkon, Koi Iroha (2014) — РоРо
- Chain Chronicle (2014) — Уэйн
- Sekai Seifuku: Bouryaku no Zvezda (2014) — Асута Дзимон / Два
- Ace of Diamond (2014—2015) — Харуити Коминато
- Shigatsu wa Kimi no Uso Moments (2015) — Косэй Арима
- Gakuen Handsome The Animation (2015) — Ёсиаки Маэда
- Shokugeki no Souma (2015) — Такуми Альдини
- Star-Myu 3 (2016) — Юта Хоситани
- Strike the Blood (2016–2019) — Мэйга Отогами
- Masamune-kun no Revenge (2018) — Масамунэ Макабэ
- Star-Myu in Halloween (2018) — Юта Хоситани
- Stand My Heroes: Warmth of Memories — Котаро Юи

### Видеоигры
- Brave Cross (2010)
- SNOW BOUND LAND (2013) — Уилл
- Boyfriend (Beta) (2013) — Наокагэ Ёсия
- AMNESIA World (2014) — Нова
- Ayakashi Koigikyoku (2014) — Юки
- Clover Toshokan no Jūnintachi (2014) — Рику
- Core Masters (2014) — Лондемарк
- Medabots 8 Kabuto Ver./Kuwagata Ver. (2014) — Салт / Соруто
- Rage of Bahamut (2014) — чародей Мигель,
- Koe Kare ~Meeting You After School~ (2014) — Хината Касуга
- Fantasy Earth: Zero (2015)
- Touken Ranbu (2015) — Хигэкири
- Dragon Ball Xenoverse (2015) — Жако, патрульный времени
- Tokyo Ghoul: Carnaval (2015) — Кэн Канэки
- Taishou×Taishou Alice (2015) — Оками
- Yume Oukoko to Nemureru 100-ri no Ouji-sama (2015) — Макото, Ока
- Poitto Hero (2015) — Акселина, Аллен, Чэрон, Джордж, Лобелия
- Yome Collection (2015) — Инахо Кайдзука
- Royal Flush Heroes (2015) — Зельха
- Clover Toshokan no Juunintachi II (2015) — Рику
- Possession Magenta (2015) — Осаму Сирота
- I★Chū (2015) — Ноа
- Tokyo Otome Restaurant (2015) — Аканэ Кадокура
- Dengeki Bunko: Fighting Climax (2015) — Квентур Барботаж
- Prince of Stride (2015) — Ю Камода, Рё Идзумино
- School of Ragnarok (2015) — Ивор де Дакан
- Saga of Ishtaria (2015) — Финн, Гермес
- Yumeiro Cast (2015) — Иори Фудзимура
- Tokyo Ghoul: JAIL (2015) — Кэн Канэки
- Arslan Senki (2015) — Элам
- Pop Up Story ~Mahou no Hon to Seiki no Gakuen~ (2015) — Зиз Гловер
- Bad Apple Wars (2015) — Сатору
- Sangoku: Cross Saga ~Sōten no Kizuna~ (2015) — главный герой
- Genpei Renaigumi Eden (2015) — Фудзивара но Ёринага
- Shokugeki no Souma: Yuujou to Kizuna no Hitosara (2015) — Такуми Альдини
- Hortensia Saga -Ao no Kishidan- (2015) — Фред
- Sangoku Brave (2016) — Чжао Юнь
- SENTAMA (2016) — Маэда Тосииэ, Мори Раммару
- Shironeko Project (2016) — Умарус Фидесталь, Вайпер Найтаддер, новичок Нукки
- Wanderer of Phantasia (2016) — Акэти Мицухидэ
- Collar x Malice (2016) — Акито Сэра
- GARM STRUGGLE ~Kyō Kusari no Ban Inu~ (2016) — Киори Адасино
- Period Cube ~Torikago no Amadeus~ (2016) — Либера
- Last Period (2016) — Хару
- League of Legends (2016) — Зиггс
- Bungo and Alchemist — Хакусю Китахара
- NieR: Automata (2017) — Йорха № 9, модель S (9S)
- Fire Emblem Echoes: Shadows of Valentia (2017) — Алм
- Tsukino Paradise (2017) — Рикка Сэра
- B-Project: Muteki＊Dangerous (2017) — Юта Асю
- Warriors All-Stars (2017) — 9S

## Дискография

### Синглы
| Дата выхода        | Сингл                                           | Высшие позиции в чартах Oricon |
| ------------------ | ----------------------------------------------- | ------------------------------ |
| 7 сентября 2016 г. | «Seishun wa Zankoku Janai» (青春は残酷じゃない) | 28                             |
| 9 ноября 2016 г.   | «Kokoro» (こころ)                               | 57                             |